# Now (álbum de Peter Frampton)
Now es el duodécimo álbum de estudio de Peter Frampton, publicado el 26 de agosto de 2003 por 33rd Street Records. Contiene una versión del clásico "While My Guitar Gently Weeps", canción escrita por George Harrison cuando hacía parte de The Beatles.

## Lista de canciones
1. "Verge of a Thing" - 2:51
2. "Flying Without Wings" - 4:08
3. "Love Stands Alone" - 4:12
4. "Not Forgotten" - 2:50
5. "Hour of Need" - 5:21
6. "Mia Rose" - 4:46
7. "I'm Back" - 3:31
8. "I Need Ground" - 3:44
9. "While My Guitar Gently Weeps" - 6:54
10. "Greens" - 5:59
11. "Above It All" - 3:34